# بورنیوش
بورنیوش (انگلیسی: Burnyush) یک شهرک در شهرستان کراسنوکامسکی استان باشقیرستان کشور روسیه است.